# Selaginella expansa
Selaginella expansa är en mosslummerväxtart som beskrevs av Sod.. Selaginella expansa ingår i släktet mosslumrar, och familjen mosslummerväxter. Inga underarter finns listade i Catalogue of Life.